# 小川亮
小川 亮（おがわ まこと、1924年（大正13年）5月12日 - 2019年（平成31年）1月16日）は、山口県徳山市（現・周南市）市長、岡山県副知事。従四位。死の約3年前に第一生命多額詐取事件の主犯に成る、女性社員の勤続50年を祝う会に出席していた。

## 学歴
- 旧制山口県立徳山中学校（現山口県立徳山高等学校）卒
- 第一高等学校卒
- 東京大学法学部卒

## 経歴
- 自治庁（のちの自治省、現総務省）入庁
- 岡山県副知事を長野士郎知事の下で務める
- 郷里の徳山市長河野通重の急逝に伴う市長選に出馬のため副知事辞任

## 選挙
- 1979年　徳山市長に初当選。前市企画財政部長野村和之、元県議会副議長松村章を破る。
- 1983年　徳山市長に無投票で再選。
- 1987年　徳山市長に無投票で3選。
- 1991年　徳山市長に4選。農業黒川昭介を破る。
- 1995年　徳山市長に5選。前市議宇山和昭、農業黒川昭介を破る。